# مانوننوا
مانُونْنِوا (به فنلاندی: Maununneva) یک منطقهٔ مسکونی در فنلاند است که در هلسینکی واقع شده‌است. مانوننوا ۱٫۸۹ کیلومتر مربع مساحت و ۲٬۴۴۸ نفر جمعیت دارد.